# Пасхаев, Бувайсар Алуевич
Бува́йсар Алу́евич Пасха́ев (чечен. Пасха Алу Бувайсар; род. 23 мая 1991) — чеченец, кикбоксер, многократный чемпион России, четырёхкратный обладатель Кубка России, чемпион Европы WAKO, призёр Кубка мира, чемпион мира среди профессионалов.

## Биография
Бувайсар Пасхаев родился 23 мая 1991 году в городе Шали в семье Алу, работника Автотранспортного предприятия, старшей медсестры Луизы. Бувайсар средний сын в семье, помимо братьев у Бувайсара есть ещё и старшая сестра. В самой семье, Бувайсар не единственный именитый спортсмен, помимо самого Бувайсара, профессионально спортом занимаются и остальные братья. Пасхаев поступил в первый класс школу № 3 г. Шали в 1997 году. В классе Пасхаев быстро завоевал уважение сверстников, показывал хорошие результаты в учёбе, за что был старостой класса. Сразу по окончании 11 классов в 2008 году поступил в Грозненский государственный нефтяной технический университет на Геологопромысловый факультет который окончил в 2013 году. Во время военных действий, семья Пасхаевых не выезжала за пределы родной Республики и несмотря на тяжелый период и опасность для всего региона в целом, Бувайсар продолжал учиться и тренироваться в Шали.

### Карьера
Бувайсар — один из трех братьев Пасхаевых, которые являются успешными кикбоксерами и достигли значительных успехов в этом спорте. Его братья, Хамид и Умар, также являются чемпионами и призёрами множества чемпионатов России, мира и других крупных международных соревнований. Бувайсар родился в Шали, родном городе братьев Пасхаевых. Его старший брат Умар, который уже начал ходить на секции кикбоксинга, привел пятилетнего Бувайсара на свою первую тренировку. С самого начала Бувайсар проявил талант к этому виду спорта.
С 14 лет Бувайсар начал выступать в любительских соревнованиях под руководством опытного тренера Джамалдинова Сайхана. Благодаря упорному труду и преданности тренировкам, он быстро прогрессировал и показывал впечатляющие результаты. Уже в 2008 году, в свои 16 лет, Бувайсар выиграл свой первый чемпионат России и стал обладателем золотой медали, а также получил звание мастера спорта России. С каждым годом карьера Бувайсара только продолжала развиваться. Он стал участником множества крупных соревнований, где продемонстрировал свои спортивные навыки и высокий уровень подготовки. Бувайсар является Чемпионом Европы и Чемпионом мира в кикбоксинге, а также 5-кратным чемпионом России и 4-кратным обладателем кубка России.

## Спортивные результаты
- Трёхкратный чемпион ЮФО по кикбоксингу;
- Призёр кубка мира[6];
- Четырёхкратный обладатель Кубка России[7];
- Чемпион Европы (Бильбао, 2014)[8]
- Пятикратный чемпион России по кикбоксингу;
- Чемпионат России по кикбоксингу 2022 года — ;
- Обладатель Кубка России (Нижний Тагил, 2012)[7];
- Чемпионат России по кикбоксингу в разделе К-1 (Калининград, 2014)[9];

## Семья
Бувайсар — средний из братьев Пасхаевых. Его братья Хамид и Умар Пасхаевы также занимаются кикбоксингом, являются чемпионами и призёрами чемпионатов России, мира и крупных международных соревнований.